# UGC 56
UGC 56 es una galaxia espiral localizada en la constelación de Pegaso.